# Europsko prvenstvo u nogometu – Italija 1968.
Europsko nogometno prvenstvo 1968. godine održano je u Italiji od 5. do 10. lipnja 1968. Bilo je to treće Europsko nogometno prvenstvo. Na ovom je natjecanju po prvi put upotrijebljeno ovo ime, umjesto Kup europskih nacija, kako se zvalo prije.
Kvalifikacije su mogle proći samo 4 reprezentacije, što znači da se odigralo samo 5 utakmica (2 polufinala, utakmica za treće mjesto, finale i ponovljeno finale). Italija je za domaćina određena tek nakon kvalifikacija.

## Stadioni
| Rim               | Napulj            | Firenca           |
| ----------------- | ----------------- | ----------------- |
| Stadio Olimpico   | Stadio San Paolo  | Stadio Comunale   |
| kapacitet: 86.500 | kapacitet: 72.800 | kapacitet: 47.000 |
|                   |                   |                   |

## Završni turnir
|  | Polufinale                            | Polufinale                            |       |                                   | Finale                                                    | Finale |
|  |                                       |                                       |       |                                   |                                                           |        |
|  | 5. lipnja – Napulj (Stadio San Paolo) |                                       |       |                                   |                                                           |        |
|  | SSSR                                  | 0                                     |       |                                   |                                                           |        |
|  | Italija (bacanje novčića)             | 0                                     |       |                                   |                                                           |        |
|  |                                       |                                       |       |                                   |                                                           |        |
|  |                                       |                                       |       |                                   | 8. lipnja – Rim (Stadio Olimpico) (ponovljeno 10. lipnja) |        |
|  |                                       |                                       |       |                                   | Italija                                                   | 2 (1)  |
|  |                                       | Jugoslavija                           | 0 (1) |                                   |                                                           |        |
|  |                                       |                                       |       |                                   |                                                           |        |
|  |                                       |                                       |       |                                   |                                                           |        |
|  |                                       |                                       |       |                                   | Treće mjesto                                              |        |
|  | 5. lipnja – Firenca (Stadio Comunale) | 5. lipnja – Firenca (Stadio Comunale) |       | 8. lipnja – Rim (Stadio Olimpico) | 8. lipnja – Rim (Stadio Olimpico)                         |        |
|  | Engleska                              | 0                                     |       | Engleska                          | 2                                                         |        |
|  | Jugoslavija                           | 1                                     |       |                                   | SSSR                                                      | 0      |

### Poluzavršnica
| 5. lipnja 1968. 18:00 |               |      |                                                  |
| Italija               | 0 : 0 (prod.) | SSSR | Stadio San Paolo, Napulj Sudac: Kurt Tschenscher |
|                       |               |      | Stadio San Paolo, Napulj Sudac: Kurt Tschenscher |

| 5. lipnja 1968. 21:15 |       |          |                                                              |
| Jugoslavija           | 1 : 0 | Engleska | Stadio Comunale, Firenca Sudac: José María Ortiz de Mendíbil |
| Džajić 87'            |       |          | Stadio Comunale, Firenca Sudac: José María Ortiz de Mendíbil |

### Utakmica za treće mjesto
| 8. lipnja 1968. 18:45  |       |      |                                          |
| Engleska               | 2 : 0 | SSSR | Stadio Olimpico, Rim Sudac: István Zsolt |
| Charlton 39' Hurst 63' |       |      | Stadio Olimpico, Rim Sudac: István Zsolt |

### Završnica
| 8. lipnja 1968. 21:15 |                    |             |                                              |
| Italija               | 1 : 1 (produžetci) | Jugoslavija | Stadio Olimpico, Rim Sudac: Gottfried Dienst |
| Domenghini 80'        |                    | Džajić 39'  | Stadio Olimpico, Rim Sudac: Gottfried Dienst |

#### Ponovljena završnica
| 10. lipnja 1968. 21:15 |       |             |                                                          |
| Italija                | 2 : 0 | Jugoslavija | Stadio Olimpico, Rim Sudac: José María Ortiz de Mendíbil |
| Riva 12' Anastasi 31'  |       |             | Stadio Olimpico, Rim Sudac: José María Ortiz de Mendíbil |

| Pobjednici Europskog nogometnog prvenstva 1968. |
| ITALIJA Prvi naslov                             |

## Statistika

### Strijelci
2 gola
- Dragan Džajić

1 gol
- Luigi Riva
- Angelo Domenghini
- Pietro Anastasi
- Geoff Hurst
- Bobby Charlton

### Najbrži gol
- 12 minuta:  Luigi Riva (Italija – Jugoslavija, ponovljena)

### Prosječan broj golova
- 1,25 gola po utakmici

## Vanjske poveznice
- EURO 1968 na UEFA.com